# Мироненко Павло Іванович
Павло Іванович Мироненко (7 березня 1926?, місто Київ — ?) — український радянський діяч, новатор виробництва, бригадир електроцеху залізничного депо Київ—Московський. Депутат Верховної Ради УРСР 5-го скликання.

## Біографія
Народився в родині слюсаря Київського депо, розстріляного німецькою окупаційною владою.
Трудову діяльність розпочав учнем електромонтера залізничного депо. Під час німецької окупації Києва брав участь в підпільній організації.
З 1944 року працював кочегаром, помічником машиніста, машиністом паровоза. Важко занедужав, переніс поліартрит і ревмокардит, став інвалідом І-ї групи.
З 1950-х років — бригадир електриків електроцеху залізничного депо Київ—Московський. Відзначився якісним і швидким ремонтом освітлення паровозів.
Потім — на пенсії у місті Києві.

## Нагороди
- ордени
- медалі